# 朝枝繁春
朝枝 繁春（あさえだ しげはる、1912年（明治45年）1月1日 - 2000年（平成12年）10月14日）は、日本の陸軍軍人。陸士45期、陸大52期恩賜。最終階級は陸軍中佐。第25軍（マレー・シンガポール作戦の部隊）の作戦参謀として知られる。
体格が良く、見るからに豪傑風の人物だったという。

## 経歴
海軍下士官であり、日露戦役後に船員をしていた朝枝進の長男として生まれる。苦学のすえ福岡県立門司中学校を卒業し、1929年（昭和4年）4月に陸軍士官学校予科に入学する。入校生は東京陸軍幼年学校から来たものも含めて総員356名であった。予科では、配属部隊が西義男、衛藤親美とともに歩兵第74聯隊附と決まる。その後の1931年（昭和6年）9月末、半年間の隊附勤務を終えて、本科へ入校する。
三根生久大著『参謀本部の暴れ者』の中で、陸士での成績について次のようにふれている。「私の隊附の時の訓育中隊長佐藤大尉が朝鮮の第七十四聯隊から東京に出張してきた折、自分の教え子の朝枝繁春の成績はどうなのだと本科の私の区隊長の所に聞きに来たらしいんです。ところが、戦術は同期生中一番だというので安心したらしい。それはいいんだが、後がまずい。操行がなんと赤点だと言うんだ。それには佐藤大尉もびっくり仰天したらしい。聯隊長殿もお前のことについては随分心配されておられるが、こんなことでは駄目じゃないかとこっぴどく説諭されて…」とある。
1933年（昭和8年）7月、陸軍士官学校本科を卒業。成績は、皇族(孚彦王)･公族(李鍝公)を除いて25番/335名という好成績であった。『参謀本部の暴れ者』によると、朝枝本人は士官学校の成績は知らなかったようである。同年10月、歩兵少尉に任官し歩兵第74連隊に配属。1935年（昭和10年）10月、歩兵中尉に進級。南朝鮮で第19師団（羅南）と第20師団（龍山）が対抗演習したとき、早暁からの演習で疲れた朝枝中尉が、昼の小休止に田圃の畦道に腰を下ろしていたところを演習の審判官を務める石原莞爾歩兵大佐（21期）から叱られたエピソードを紹介している。朝枝の馬が、汗だくで苦労して農民が作った稲をお前は馬に喰わすのか。そういう心がけじゃいかんと言ったという。このことは不思議と未だに頭の一隅にこびり付いて忘れられない…朝枝はこう言って苦笑したという（『参謀本部の暴れ者』p.141,142）。
陸士予科生徒隊附を経て、陸大在学中の1938年（昭和13年）3月に歩兵大尉に進級。1939年（昭和14年）11月、陸軍大学校を3番/52名で卒業し、恩賜の軍刀を拝受した。
1939年（昭和14年）12月、第1軍参謀部付となり日中戦争に出征。1940年（昭和15年）6月、第1軍参謀に移り、1941年（昭和16年）5月、台湾軍研究部員に転じ、同年8月から10月まで南方に出張。同年10月、陸軍少佐に進級、第25軍参謀として太平洋戦争（大東亜戦争）の開戦を迎えた。マレー作戦、シンガポールの戦いに参戦し、辻政信参謀とともにシンガポール華僑粛清事件に関与した。このとき朝枝は軍刀を抜いて、軍の方針に随わねば憲兵でもぶった切ってやると言って、強引に粛清を強要して回ったといわれる。戦後、半藤一利がこの粛清についてインタビューしたとき、朝枝が辻政信にばかり責任を押し付けるようなことを言うため、しまいには両者で怒鳴り合いになったという。
1942年（昭和17年）7月、関東軍参謀に異動。1943年（昭和18年）12月から1944年（昭和19年）2月までソ連に出張。1944年3月、大本営参謀（作戦課）。その後、第14方面軍参謀を経て再び大本営参謀（作戦課で満州方面を担当）。1945年（昭和20年）6月、同期一選抜のひとりとして中佐に進級。同年8月、大本営参謀として満州へ出張中に敗戦を迎えた。この時、朝枝参謀は関東軍防疫給水部（通称・731部隊）の部隊長石井四郎軍医中将に研究資料の廃棄を指示している。共同通信社社会部編『沈黙のファイル』(P137,138)には、その時の朝枝・石井のやりとりが載っている。
また、この満州出張中、ソ連軍から樺太で現地の第88師団が日本軍師団が交戦を続けていることを知らされ、その上級にあたる札幌の第5方面軍に停戦するよう、電報を打ち、これによって樺太での停戦が成立している。
旧満州や朝鮮半島の民間日本人やソ連の捕虜となった軍人計180万人について、ソ連の指令下に移し、日本国籍離脱まで想定、病人などを除き現地に「土着」させ事実上"棄民"化する「関東軍方面停戦状況ニ関スル実視報告」を1945年8月26日付で大本営参謀名にて報告した(その3部のうち1部が1993年8月にロシアの軍関係にて発見されたと共同通信が報じている)。
その後、朝枝はソ連軍に捕まり、1949年（昭和24年）8月に復員している。
1954年（昭和29年）1月27日、駐日ソ連大使館のラストボロフ二等書記官がアメリカに政治亡命する「ラストボロフ事件」が発生。ラストボロフはソ連の日本における諜報活動の元締めであり、同年8月にアメリカはラストボロフの自白により、日本でのソ連の諜報活動の一端を発表した。このニュースが日本の新聞に掲載された際に、朝枝と志位正二が「自分はラストボロフに協力していた」として警視庁に自首している。戦後は木下産商（その後吸収され　現三井物産）で勤務した。

## 満蒙開拓についての発言
井出孫六（直木賞作家）著『終わりなき旅』に掲載のインタビューで満蒙開拓に関して訊かれ「満州で日本人のやったことは強盗と同じことです。強盗の子を引きとって、残留孤児の養父母たちは、今日まで養ってくれたのです。残留孤児問題を中曽根康弘首相は全力をあげて解決しなければいけません」と語っている。

## 親族
- 岳父 宝蔵寺久雄（陸士23期、陸大33期、陸軍中将[1][2]）